# Ямада, Нобуко
Нобуко Ямада (山田 乃玞子 родилась 4 августа 1971 года в Фукуоке) — японская конькобежка, специализирующаяся в шорт-треке. Участвовала в 1988, 1992, 1998, 2002 и 2006 годах. Бронзовый призёр в абсолютном зачёте чемпионата мира 1992 года. У неё есть старшая сестра Юмико Ямада, также знаменитая шорт-трекистка.

## Биография
Нобуко Ямада начала заниматься шорт-треком благодаря своему другу, с которым вместе стала ходить на тренировки. Нобуко попала впервые на чемпионат мира в Монреале в 16 лет, где участвовала в эстафете и сразу получила серебро. На следующий год на Олимпийских играх в Калгари, где шорт-трек был демонстрационным видом спорта Ямада в личных состязаниях не пробилась дальше четвертьфинала, а в эстафете с партнёршами выиграла серебряную медаль, хотя и неофициальную. А в 1992 году она выиграла бронзу в многоборье на чемпионате мира в Денвере. Нобуко участвовала ещё на четырёх Олимпиадах, но так и не выиграла ни одного подиума. На последней Олимпиаде 2006 года в Турине в возрасте 34 лет она заняла 7 место в эстафете.